# Tanquián
Tanquián är en ort i Mexiko.   Den ligger i kommunen Tantoyuca och delstaten Veracruz, i den sydöstra delen av landet, 240 km norr om huvudstaden Mexico City. Tanquián ligger 177 meter över havet och antalet invånare är 250.
Terrängen runt Tanquián är huvudsakligen platt. Tanquián ligger uppe på en höjd. Runt Tanquián är det ganska tätbefolkat, med 72 invånare per kvadratkilometer. Närmaste större samhälle är Tantoyuca, 7,4 km söder om Tanquián. Trakten runt Tanquián består till största delen av jordbruksmark.